# Aneura pseudopinguis
Aneura pseudopinguis là một loài rêu trong họ Aneuraceae. Loài này được Herzog Pocs mô tả khoa học đầu tiên năm 1983.